# Mąkoszyn (gromada)
Mąkoszyn – dawna gromada, czyli najmniejsza jednostka podziału terytorialnego Polskiej Rzeczypospolitej Ludowej w latach 1954–1972.
Gromady, z gromadzkimi radami narodowymi (GRN) jako organami władzy najniższego stopnia na wsi, funkcjonowały od reformy reorganizującej administrację wiejską przeprowadzonej jesienią 1954 do momentu ich zniesienia z dniem 1 stycznia 1973, tym samym wypierając organizację gminną w latach 1954–1972.
Gromadę Mąkoszyn z siedzibą GRN w Mąkoszynie utworzono – jako jedną z 8759 gromad na obszarze Polski – w powiecie aleksandrowskim w woj. bydgoskim, na mocy uchwały nr 24/1 WRN w Bydgoszczy z dnia 5 października 1954. W skład jednostki weszły obszary dotychczasowych gromad Mąkoszyn i Goczki Polskie ze zniesionej gminy Boguszyce oraz obszar dotychczasowej gromady Sierakowy i miejscowość Młyniska z dotychczasowej gromady Świnki ze zniesionej gminy Czamanin w powiecie aleksandrowskim w woj. bydgoskim, a także obszary dotychczasowych gromad Zaryń i Zamość ze zniesionej gminy Lubotyń w powiecie kolskim w woj. poznańskim. Dla gromady ustalono 19 członków gromadzkiej rady narodowej.
1 stycznia 1956 gromada weszła w skład nowo utworzonego powiatu radziejowskiego w tymże województwie.
1 stycznia 1958 do gromady Mąkoszyn włączono wieś Władysławowo z gromady Bycz w tymże powiecie.
Gromadę zniesiono 1 stycznia 1969, a jej obszar włączono do gromady Bycz w tymże powiecie.